# Фађет (Долж)
Фађет (рум. Făget) насеље је у Румунији у округу Долж у општини Бреаста. Oпштина се налази на надморској висини од 146 m.

## Становништво
Према подацима из 2002. године у насељу је живело 43 становника, од којих су сви румунске националности.